# Caneleiro-de-cara-amarela
Caneleiro-de-cara-amarela ou caneleiro-de-faces-amarelas (nome científico: Pachyramphus xanthogenys) é uma espécie de ave da família dos titirídeos. É encontrada em países da América do Sul, como Brasil, Peru e Equador.